# Gargettoscrancia albolineata
Gargettoscrancia albolineata är en fjärilsart som beskrevs av Embrik Strand 1912. Gargettoscrancia albolineata ingår i släktet Gargettoscrancia och familjen tandspinnare. Inga underarter finns listade i Catalogue of Life.

## Bildgalleri

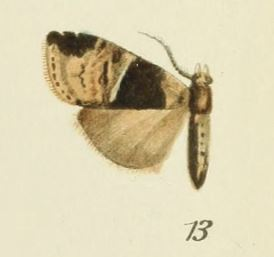